# مارک پی. فینلی
مارک پی. فینلی (انگلیسی: Mark P. Finlay؛ زادهٔ ۲۵ ژانویهٔ ۱۹۵۳) معمار اهل ایالات متحده آمریکا است.